# Józef Sikorski
Józef Sikorski (ur. 31 października 1815 w Warszawie, zm. 4 maja 1896 tamże) – polski muzyk, krytyk muzyczny, autor Wspomnienia Szopena, edytor i autor wielu publikacji muzycznych, redaktor Ruchu Muzycznego, drukarz, twórca anegdot o Chopinie.
Urodził się w domu przy ulicy Gęstej w Warszawie jako syn Józefa i Marianny z domu Zielińskiej, i został ochrzczony pod nazwiskiem zapisanym w formie Szychorski. W 1839 roku ożenił się z Marianną Łucją Teresą Chrzanowską. Był ojcem Jadwigi Sikorskiej (1846–1927), założycielki i wieloletniej dyrektor pensji żeńskiej swojego imienia, istniejącej od 1874 roku przy ulicy Marszałkowskiej 153 w Warszawie (dzisiejsze liceum im. Królowej Jadwigi). Jego wychowanicą była Zofia Urbanowska, późniejsza pisarka.

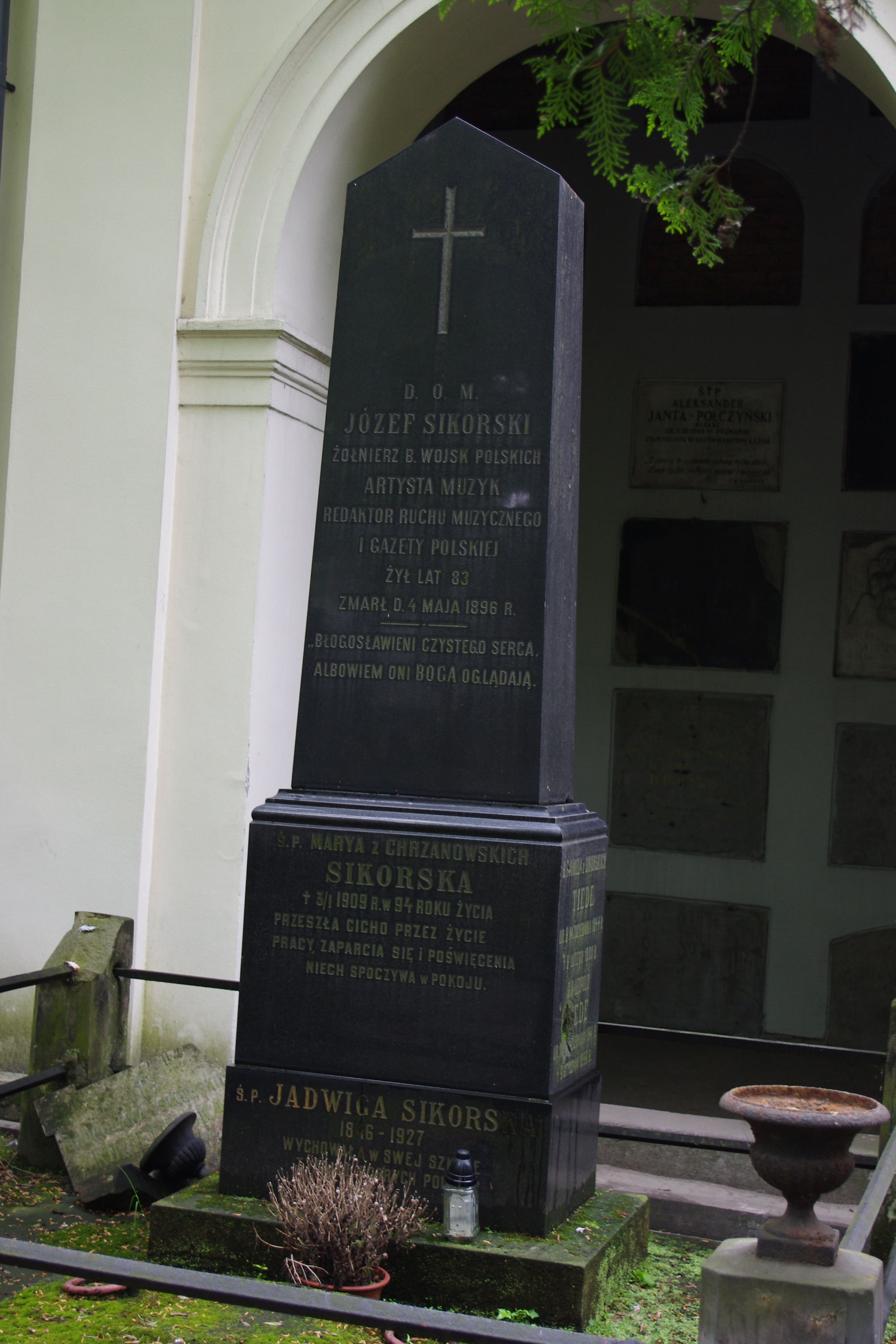
Grób muzyka Józefa Sikorskiego w Alei Katakumbowej na cmentarzu Powązkowskim w Warszawie

Został pochowany na cmentarzu Powązkowskim w Warszawie (aleja katakumbowa, grób 105/106).